# Emmiltis sirentina
Emmiltis sirentina là một loài bướm đêm trong họ Geometridae.